# Harpobittacus tillyardi
Harpobittacus tillyardi is een schorpioenvliegachtige uit de familie van de hangvliegen (Bittacidae). De wetenschappelijke naam van de soort is voor het eerst geldig gepubliceerd door Esben-Petersen in 1915.
De soort komt voor in Australië.